# Fuzzy Logic
Az 1996-os Fuzzy Logic a Super Furry Animals debütáló nagylemeze. 2004 júliusában a Q magazin minden idők legjobb brit albumai közé sorolta, 1996 decemberében ugyanazon magazin minden idők 10 legjobb brit albumát felvonultató listájára is felkerült. Szerepel az 1001 lemez, amit hallanod kell, mielőtt meghalsz című könyvben.
Két top 20-as slágert termelt, az If You Don't Want Me to Destroy You-t és a Something 4 the Weekend-et. Két további kislemez jelent meg mellé, a God! Show Me Magic és a Hometown Unicorn. A brit albumlistán a 23. helyig jutott. Az album címe egy matematikai kifejezésből ered.

## Az album dalai
|     | Cím                                 | Szerző(k)           | Hossz |
| --- | ----------------------------------- | ------------------- | ----- |
| 1.  | God! Show Me Magic                  | Super Furry Animals | 1:50  |
| 2.  | Fuzzy Birds                         | Super Furry Animals | 2:27  |
| 3.  | Something for the Weekend           | Super Furry Animals | 2:34  |
| 4.  | Frisbee                             | Super Furry Animals | 2:21  |
| 5.  | Hometown Unicorn                    | Super Furry Animals | 3:33  |
| 6.  | Gathering Moss                      | Super Furry Animals | 3:22  |
| 7.  | If You Don't Want Me to Destroy You | Super Furry Animals | 3:17  |
| 8.  | Bad Behaviour                       | Super Furry Animals | 4:26  |
| 9.  | Mario Man                           | Super Furry Animals | 4:07  |
| 10. | Hangin' with Howard Marks           | Super Furry Animals | 4:20  |
| 11. | Long Gone                           | Super Furry Animals | 5:20  |
| 12. | For Now and Ever                    | Super Furry Animals | 3:32  |

## Közreműködők

### Super Furry Animals
- Gruff Rhys – ének, gitár, analógok, taps
- Dafydd Ieuan – dob, ütőhangszerek, ének, zongora, taps
- Cian Ciaran – billentyűk, analógok, ének, taps
- Guto Pryce – basszusgitár, hammond orgona, taps, analógok
- Huw Bunford – gitár, ének, e-bow, cselló, taps

### További zenészek
- Gorwel Owen – zongora, orgona, rhodes zongora
- Jez Francis – zongora a God! Show Me Magic-en
- Matthew Everett – hegedű
- Chris Williams – hegedű
- Helen Sparro – brácsa
- Catherine Tanner – cselló
- Martin Smith – trombita, tenorkürt
- Simon James – szaxofon, fuvola
- Andrew Frizell – szaxofon, lejátszó, harsona
- Lindsay Higgs – balalajka
- Rhys Ifans & Dic Ben – üzenet az üzenetrögzítőn a Long Gone-on

### Produkció
- SFA – dalok, producer
- Gorwel Owen – producer
- Andy Wilkinson – hangmérnök
- Nick Brine – asszisztens
- Brian Cannon @ Microdot – design, művészi vezető
- Toby Egelnick – belső design

## Fordítás
Ez a szócikk részben vagy egészben a Fuzzy Logic (album) című angol Wikipédia-szócikk ezen változatának fordításán alapul.  Az eredeti cikk szerkesztőit annak laptörténete sorolja fel. Ez a jelzés csupán a megfogalmazás eredetét és a szerzői jogokat jelzi, nem szolgál a cikkben szereplő információk forrásmegjelöléseként.